# 新利曼
49°41′27″N 37°0′38″E / 49.69083°N 37.01056°E
新利曼（烏克蘭語：Новий Лиман）是位於烏克蘭東部的村莊，由哈爾科夫州庫皮揚斯克區的舍夫琴科韦市镇負責管轄。該村始建於1922年，面積0.86平方公里，海拔高度159米，2001年人口42，人口密度每平方公里48.8人。